# Forestville (Wisconsin)
Pour les articles homonymes, voir Forestville (homonymie).
Forestville est un village américain située dans le comté de Door au Wisconsin.